# Tomàquet de mar

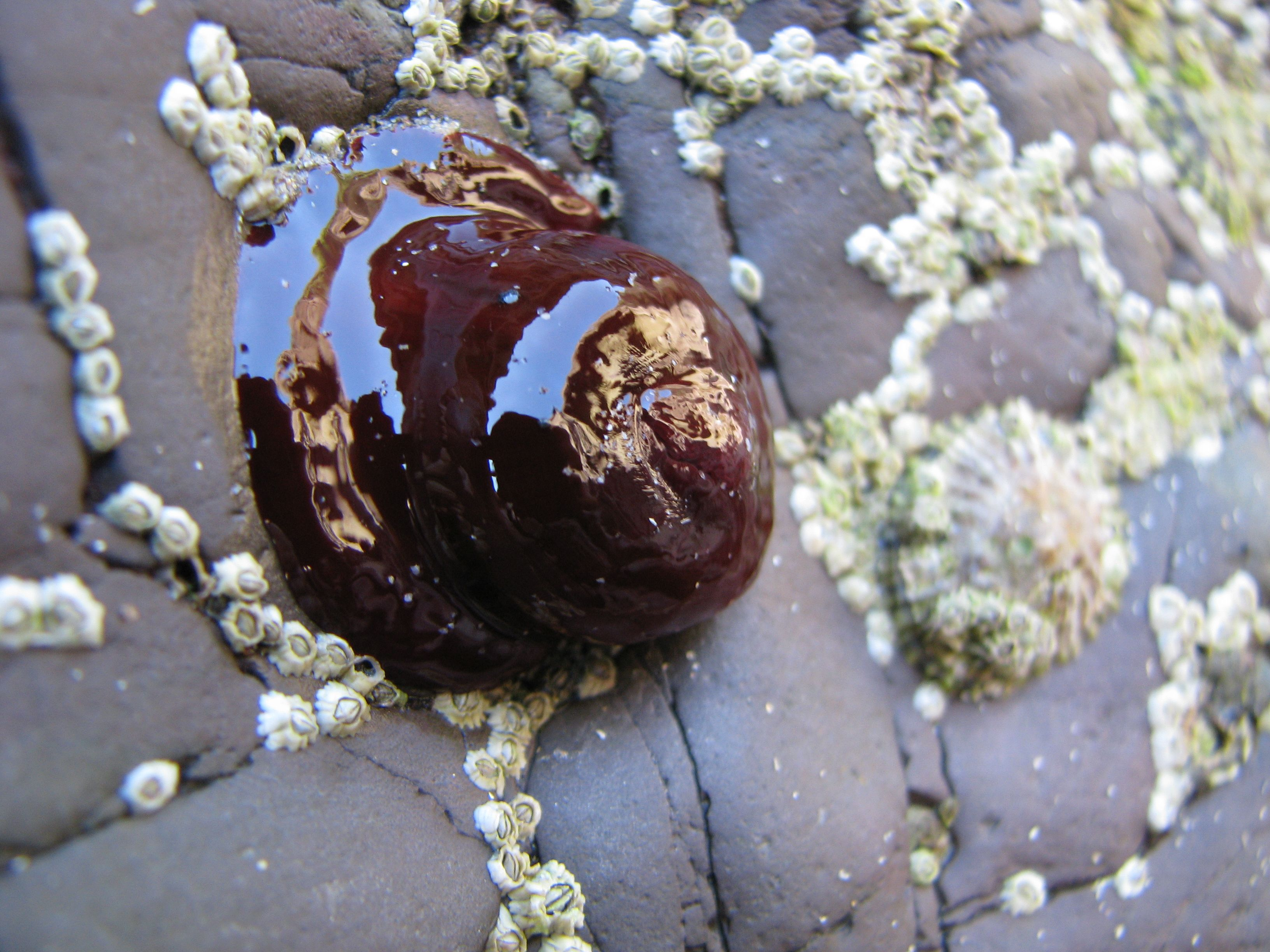
Tomàquet de mar amb els tentacles retrets amb la marea baixa.

El tomàquet de mar (Actinia equina) és una espècie d'antozou hexacoral·li de l'ordre dels actiniaris (anemones de mar) amb un cos curt i ample i tentacles retràctils que es troba a totes les costes rocalloses entre l'Atlàntic Nord i Àfrica. Es denomina així pel seu color vermell i la seva forma quan està tancada fora de l'aigua.

## Morfologia
Consta d'un cos central llis, adherit a les roques amb una base que actua com a ventosa. Fa entre 5 i 7 cm d'altura i uns 6 cm de diàmetre. Són totalment de color roig i posseeixen de 192 a 200 tentacles, de 2 cm de longitud quan estan estesos, arranjats en cinc o sis corones. Per fora de les corones sol presentar 24-48 taques que poden ser blanques, roges, liles o blaves. Quan estan fora de l'aigua, pel retrocés de les marees per exemple, tenen els tentacles recollits i semblen un tomàquet petit per la forma esfèrica-piramidal que adopten, la mida d'uns 3 cm i el color vermell, taronja o verd.

## Hàbitat

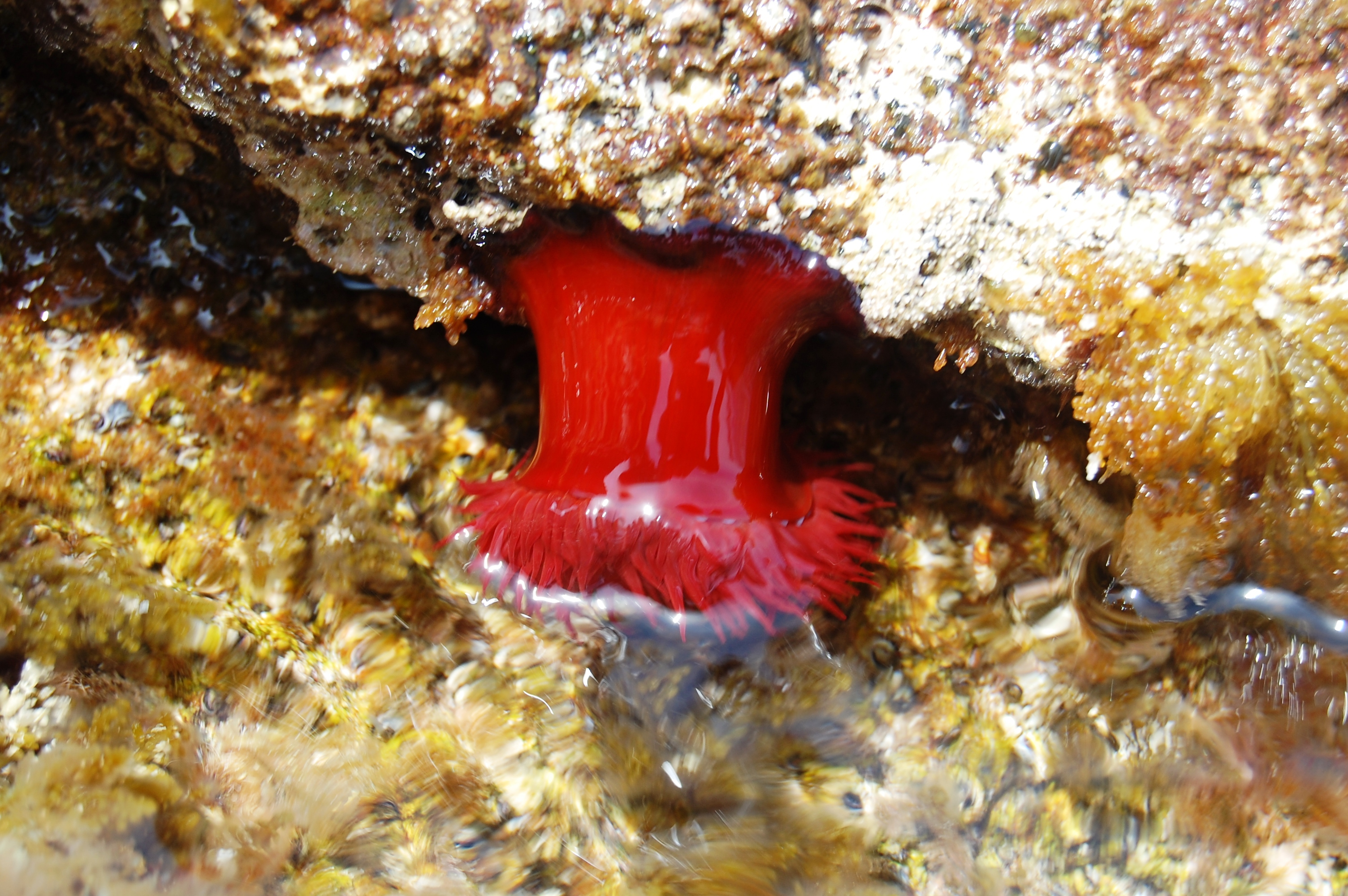
Tomàquet de mar al límit de la marea amb mig cos fora de l'aigua

Normalment els tomàquets de mar es troben a la zona marina superficial i són animals forts. Poden resistir la força de les onades, la dessecació (al cloure's retenen l'aigua al seu interior, evitant la deshidratació), la salinitat i grans variacions de temperatures quan es queden a sec, per això habiten en zones verticals indiferentment del fet que siguin zones calmades o més tempestuoses. No solen viure a profunditats superiors als 2 m. Mundialment estan distribuïdes des de Noruega fins a Àfrica, incloent les Açores, les Canàries, Cap Verd i el Mediterrani.
Al Mediterrani és especialment abundant al llocs amb aigües clares, com als Columbrets, la zona de la costa valenciana entre Dénia i Xàbia, les Illes Medes, les Illes Formigues, la Costa Brava, les costes de Menorca, Cabrera, Eivissa i Formentera, així com la costa nord de Mallorca.

## Comportament
Els tomàquets de mar viuen agafats a les roques. Són carnívors i s'alimenten de petits animals com peixos i larves de crustacis que porta el corrent fins a la seva posició. Les poblacions locals solen ser clonals tot i tenir un comportament solitari. La seva forma i aparença atractiva fa que la gent els agafi, però el tomàquet en sentir qualsevol contacte/agressió allibera una substància verinosa que cou una mica (el verí del tomàquet no és massa agressiu però irrita lleugerament i produeix corissó). Aquest mateix verí, contingut en uns sacs marginals de color blau, s'usa també per allunyar els seus companys de la mateixa espècie quan s'acosten massa, ja que per a ells és més irritant.

## Reproducció
El tomàquet de mar té una reproducció ovípara. No es coneix gaire el mecanisme, però pot ser que llencin els òvuls i espermatozoides a l'aigua, és a dir, són de reproducció externa. També sembla que les larves es desenvolupen dintre de la mare, que al final les expulsa per la boca quan han arribat a un cert grau de maduresa.